# Alejandro Fernández Álvarez
Alejandro Fernández Álvarez (Tarragona, 30 de maig de 1976) és un polític i politòleg català, diputat al Parlament de Catalunya en l'onzena i dotzena legislatures i al Congrés dels Diputats en la desena legislatura. El 10 de novembre de 2018 va ser nomenat president del Partit Popular Català, després de la renúncia de Xavier García Albiol.
Es va llicenciar en Ciències Polítiques i de l'Administració per la Universitat Autònoma de Barcelona i va fer un màster en Comunicació Política per la mateixa universitat. Va ser professor de Ciència Política de la Universitat Rovira i Virgili de Tarragona.
En l'àmbit polític, és president provincial del Partit Popular de Tarragona i va ser portaveu del PP en l'Ajuntament de Tarragona. Fou escollit conseller de Tarragona a les eleccions municipals de 2003, 2007 i 2011. Ha estat tinent d'alcalde de Promoció Econòmica, conseller comarcal del Tarragonès, membre del Consell d'Administració de l'Autoritat Portuària de Tarragona i diputat de la Diputació de Tarragona.
A les eleccions generals de 2011 es presentà com a cap de llista del PP per la província de Tarragona i va aconseguir l'escó. Ha estat portaveu de la comissió d'Economia i Competitivitat del Congrés dels Diputats. A les eleccions municipals de 2015 va repetir com a alcaldable del PP per Tarragona, però va passar de 7 a 4 consellers.
A l'octubre del 2018 Alejandro Fernández s'ha convertit en el nou president del Partit Popular de Catalunya. Fernández va ser l'únic precandidat que va presentar els avals suficients per a poder ser proclamat candidat. El seu únic competidor havia estat l'exregidor de Vallirana Iván García, que va retirar la seva candidatura al·legant «falta de neutralitat, de transparència i de garanties» en el procés electoral.